# Liga dos Campeões da UEFA de 2019–20 – Fase de Grupos
A Fase de Grupos da Liga dos Campeões da UEFA de 2019–20 foi disputada entre os dias 17 de setembro até 11 de dezembro de 2019. No total 32 equipes participaram desta fase. Os vencedores e segundos colocados de cada grupo avançaram para a fase final.

## Sorteio
O sorteio para a fase de grupos foi realizado em Mônaco no dia 29 de agosto de 2019.
| Pote 1              | Coef.   |
| ------------------- | ------- |
| Barcelona           | 138.000 |
| Bayern de Munique   | 128.000 |
| Juventus            | 124.000 |
| Manchester City     | 106.000 |
| Paris Saint-Germain | 103.000 |
| Liverpool           | 91.000  |
| Chelsea             | 87.000  |
| Zenit               | 72.000  |

| Pote 2             | Coef.   |
| ------------------ | ------- |
| Real Madrid        | 146.000 |
| Atlético de Madrid | 127.000 |
| Borussia Dortmund  | 85.000  |
| Napoli             | 80.000  |
| Shakhtar Donetsk   | 80.000  |
| Tottenham          | 78.000  |
| Ajax               | 70.500  |
| Benfica            | 68.000  |

| Pote 3            | Coef.  |
| ----------------- | ------ |
| Lyon              | 61.500 |
| Bayer Leverkusen  | 61.000 |
| Red Bull Salzburg | 54.500 |
| Olympiacos        | 44.000 |
| Brugge            | 39.500 |
| Valencia          | 37.000 |
| Internazionale    | 31.000 |
| Dínamo Zagreb     | 29.500 |

| Pote 4           | Coef.  |
| ---------------- | ------ |
| Lokomotiv Moscou | 28.500 |
| Genk             | 25.000 |
| Galatasaray      | 22.500 |
| RB Leipzig       | 22.000 |
| Slavia Praha     | 21.500 |
| Estrela Vermelha | 16.750 |
| Atalanta         | 14.945 |
| Lille            | 11.699 |

## Grupos
Os vencedores e os segundos classificados do grupo avançam para as oitavas de final, enquanto os terceiros colocados entraram na Liga Europa da UEFA de 2019–20.
Para as partidas até 26 de outubro de 2019 (rodadas 1–3) o fuso horário seguido é o UTC+2. Depois disso (rodadas 4–6) o fuso horário seguido é o UTC+1.
| Legenda                                                                          |
| Classificado às oitavas de final                                                 |
| Classificado à fase de dezesseis avos de final da Liga Europa da UEFA de 2019–20 |
| Eliminado                                                                        |

### Grupo A
| Pos | Equipe              | Pts | J | V | E | D | GP | GC | SG  |                                  |  | PAR | RMA | BRU | GAL |
| --- | ------------------- | --- | - | - | - | - | -- | -- | --- | -------------------------------- |  | --- | --- | --- | --- |
| 1   | Paris Saint-Germain | 16  | 6 | 5 | 1 | 0 | 17 | 2  | +15 | Classificado às oitavas de final |  | —   | 3–0 | 1–0 | 5–0 |
| 2   | Real Madrid         | 11  | 6 | 3 | 2 | 1 | 14 | 8  | +6  | Classificado às oitavas de final |  | 2–2 | —   | 2–2 | 6–0 |
| 3   | Brugge              | 3   | 6 | 0 | 3 | 3 | 4  | 12 | −8  | Transferido para Liga Europa     |  | 0–5 | 1–3 | —   | 0–0 |
| 4   | Galatasaray         | 2   | 6 | 0 | 2 | 4 | 1  | 14 | −13 | Eliminado                        |  | 0–1 | 0–1 | 1–1 | —   |

| 18 de setembro de 2019 | Brugge | 0 – 0     | Galatasaray | Estádio Jan Breydel, Bruges                |
| 18:55                  |        | Relatório |             | Público: 26 616 Árbitro: SVN Slavko Vinčić |

| 18 de setembro de 2019 | Paris Saint-Germain               | 3 – 0     | Real Madrid | Parc des Princes, Paris                     |
| 21:00                  | Di María 14', 33' · Meunier 90+1' | Relatório |             | Público: 46 361 Árbitro: ENG Anthony Taylor |

| 1 de outubro de 2019 | Real Madrid              | 2 – 2     | Brugge         | Estádio Santiago Bernabéu, Madrid           |
| 18:55                | Ramos 55' · Casemiro 85' | Relatório | Dennis 9', 39' | Público: 65 112 Árbitro: BUL Georgi Kabakov |

| 1 de outubro de 2019 | Galatasaray | 0 – 1     | Paris Saint-Germain | Türk Telekom Arena, Istambul                  |
| 21:00                |             | Relatório | Icardi 52'          | Público: 46 532 Árbitro: POL Szymon Marciniak |

| 22 de outubro de 2019 | Brugge | 0 – 5     | Paris Saint-Germain                   | Estádio Jan Breydel, Bruges                 |
| 21:00                 |        | Relatório | Icardi 7', 63' · Mbappé 61', 79', 83' | Público: 26 946 Árbitro: GER Daniel Siebert |

| 22 de outubro de 2019 | Galatasaray | 0 – 1     | Real Madrid | Türk Telekom Arena, Istambul                |
| 21:00                 |             | Relatório | Kroos 18'   | Público: 48 886 Árbitro: ITA Daniele Orsato |

| 6 de novembro de 2019 | Paris Saint-Germain | 1 – 0     | Brugge | Parc des Princes, Paris                   |
| 21:00                 | Icardi 22'          | Relatório |        | Público: 47 418 Árbitro: SCO Bobby Madden |

| 6 de novembro de 2019 | Real Madrid                                                | 6 – 0     | Galatasaray | Estádio Santiago Bernabéu, Madrid         |
| 21:00                 | Rodrygo 4', 7', 90+2' · Ramos 14' (pen) · Benzema 45', 81' | Relatório |             | Público: 65 492 Árbitro: GER Felix Zwayer |

| 26 de novembro de 2019 | Galatasaray | 1 – 1     | Brugge       | Türk Telekom Arena, Istambul               |
| 18:55                  | Büyük 11'   | Relatório | Diatta 90+2' | Público: 34 500 Árbitro: SVK Ivan Kružliak |

| 26 de novembro de 2019 | Real Madrid      | 2 – 2     | Paris Saint-Germain      | Estádio Santiago Bernabéu, Madrid              |
| 21:00                  | Benzema 17', 79' | Relatório | Mbappé 81' · Sarabia 83' | Público: 75 534 Árbitro: POR Artur Soares Dias |

| 11 de dezembro de 2019 | Brugge      | 1 – 3     | Real Madrid                                      | Estádio Jan Breydel, Bruges                 |
| 21:00                  | Vanaken 55' | Relatório | Rodrygo 53' · Vinícius Júnior 64' · Modrić 90+1' | Público: 27 308 Árbitro: GER Tobias Stieler |

| 11 de dezembro de 2019 | Paris Saint-Germain                                                   | 5 – 0     | Galatasaray | Parc des Princes, Paris                    |
| 21:00                  | Icardi 32' · Sarabia 35' · Neymar 46' · Mbappé 63' · Cavani 84' (pen) | Relatório |             | Público: 46 509 Árbitro: ROU István Kovács |

### Grupo B
| Pos | Equipe            | Pts | J | V | E | D | GP | GC | SG  |                                  |  | BAY | TOT | OLY | RSB |
| --- | ----------------- | --- | - | - | - | - | -- | -- | --- | -------------------------------- |  | --- | --- | --- | --- |
| 1   | Bayern de Munique | 18  | 6 | 6 | 0 | 0 | 24 | 5  | +19 | Classificado às oitavas de final |  | —   | 3–1 | 2–0 | 3–0 |
| 2   | Tottenham         | 10  | 6 | 3 | 1 | 2 | 18 | 14 | +4  | Classificado às oitavas de final |  | 2–7 | —   | 4–2 | 5–0 |
| 3   | Olympiacos        | 4   | 6 | 1 | 1 | 4 | 8  | 14 | −6  | Transferido para Liga Europa     |  | 2–3 | 2–2 | —   | 1–0 |
| 4   | Estrela Vermelha  | 3   | 6 | 1 | 0 | 5 | 3  | 20 | −17 | Eliminado                        |  | 0–6 | 0–4 | 3–1 | —   |

| 18 de setembro de 2019 | Olympiacos                       | 2 – 2     | Tottenham                  | Estádio Karaiskákis, Pireu                   |
| 18:55                  | Podence 44' · Valbuena 54' (pen) | Relatório | Kane 26' (pen) · Lucas 30' | Público: 31 001 Árbitro: ITA Gianluca Rocchi |

| 18 de setembro de 2019 | Bayern de Munique                          | 3 – 0     | Estrela Vermelha | Allianz Arena, Munique                    |
| 21:00                  | Coman 34' · Lewandowski 80' · Müller 90+1' | Relatório |                  | Público: 70 000 Árbitro: SCO Bobby Madden |

| 1 de outubro de 2019 | Tottenham                          | 2 – 7     | Bayern de Munique                                              | Tottenham Hotspur Stadium, Londres          |
| 21:00                | Son Heung-min 12' · Kane 61' (pen) | Relatório | Kimmich 15' · Lewandowski 45', 87' · Gnabry 53', 55', 83', 88' | Público: 60 127 Árbitro: FRA Clément Turpin |

| 1 de outubro de 2019 | Estrela Vermelha                       | 3 – 1     | Olympiacos | Estádio Estrela Vermelha, Belgrado          |
| 21:00                | Vulić 62' · Milunović 87' · Boakye 90' | Relatório | Semedo 37' | Público: 43 291 Árbitro: FRA Benoît Bastien |

| 22 de outubro de 2019 | Tottenham                                          | 5 – 0     | Estrela Vermelha | Tottenham Hotspur Stadium, Londres       |
| 21:00                 | Kane 9', 72' · Son Heung-min 16', 44' · Lamela 57' | Relatório |                  | Público: 51 743 Árbitro: ITA Marco Guida |

| 22 de outubro de 2019 | Olympiacos                   | 2 – 3     | Bayern de Munique                  | Estádio Karaiskákis, Pireu                  |
| 21:00                 | El-Arabi 23' · Guilherme 79' | Relatório | Lewandowski 34', 62' · Tolisso 75' | Público: 31 670 Árbitro: NED Danny Makkelie |

| 6 de novembro de 2019 | Bayern de Munique             | 2 – 0     | Olympiacos | Allianz Arena, Munique                        |
| 18:55                 | Lewandowski 69' · Perišić 89' | Relatório |            | Público: 63 646 Árbitro: POL Paweł Raczkowski |

| 6 de novembro de 2019 | Estrela Vermelha | 0 – 4     | Tottenham                                           | Estádio Estrela Vermelha, Belgrado                   |
| 21:00                 |                  | Relatório | Lo Celso 34' · Son Heung-min 57', 61' · Eriksen 85' | Público: 42 381 Árbitro: ESP Carlos del Cerro Grande |

| 26 de novembro de 2019 | Tottenham                               | 4 – 2     | Olympiacos               | Tottenham Hotspur Stadium, Londres          |
| 21:00                  | Alli 45+1' · Kane 50', 77' · Aurier 73' | Relatório | El-Arabi 6' · Semedo 19' | Público: 57 024 Árbitro: BUL Georgi Kabakov |

| 26 de novembro de 2019 | Estrela Vermelha | 0 – 6     | Bayern de Munique                                                 | Estádio Estrela Vermelha, Belgrado         |
| 21:00                  |                  | Relatório | Goretzka 14' · Lewandowski 53' (pen), 60', 64', 68' · Tolisso 89' | Público: 44 118 Árbitro: NED Björn Kuipers |

| 11 de dezembro de 2019 | Olympiacos         | 1 – 0     | Estrela Vermelha | Estádio Karaiskákis, Pireu                  |
| 21:00                  | El-Arabi 87' (pen) | Relatório |                  | Público: 31 898 Árbitro: ITA Daniele Orsato |

| 11 de dezembro de 2019 | Bayern de Munique                     | 3 – 1     | Tottenham     | Allianz Arena, Munique                       |
| 21:00                  | Coman 14' · Müller 45' · Coutinho 64' | Relatório | Sessegnon 20' | Público: 66 353 Árbitro: ITA Gianluca Rocchi |

### Grupo C
| Pos | Equipe           | Pts | J | V | E | D | GP | GC | SG  |                                  |  | MC  | ATA | SHK | DZG |
| --- | ---------------- | --- | - | - | - | - | -- | -- | --- | -------------------------------- |  | --- | --- | --- | --- |
| 1   | Manchester City  | 14  | 6 | 4 | 2 | 0 | 16 | 4  | +12 | Classificado às oitavas de final |  | —   | 5–1 | 1–1 | 2–0 |
| 2   | Atalanta         | 7   | 6 | 2 | 1 | 3 | 8  | 12 | −4  | Classificado às oitavas de final |  | 1–1 | —   | 1–2 | 2–0 |
| 3   | Shakhtar Donetsk | 6   | 6 | 1 | 3 | 2 | 8  | 13 | −5  | Transferido para Liga Europa     |  | 0–3 | 0–3 | —   | 2–2 |
| 4   | Dínamo Zagreb    | 5   | 6 | 1 | 2 | 3 | 10 | 13 | −3  | Eliminado                        |  | 1–4 | 4–0 | 3–3 | —   |

| 18 de setembro de 2019 | Shakhtar Donetsk | 0 – 3     | Manchester City                               | Estádio Metalist, Carcóvia                     |
| 21:00                  |                  | Relatório | Mahrez 24' · Gündoğan 38' · Gabriel Jesus 76' | Público: 36 675 Árbitro: POR Artur Soares Dias |

| 18 de setembro de 2019 | Dínamo Zagreb                    | 4 – 0     | Atalanta | Estádio Maksimir, Zagreb                       |
| 21:00                  | Leovac 10' · Oršić 31', 42', 68' | Relatório |          | Público: 28 863 Árbitro: ESP Jesús Gil Manzano |

| 1 de outubro de 2019 | Atalanta   | 1 – 2     | Shakhtar Donetsk                  | Estádio San Siro, Milão                     |
| 18:55                | Zapata 28' | Relatório | Júnior Moraes 41' · Solomon 90+5' | Público: 26 022 Árbitro: GER Tobias Stieler |

| 1 de outubro de 2019 | Manchester City            | 2 – 0     | Dínamo Zagreb | City of Manchester Stadium, Manchester        |
| 21:00                | Sterling 66' · Foden 90+5' | Relatório |               | Público: 49 046 Árbitro: NED Serdar Gözübüyük |

| 22 de outubro de 2018 | Shakhtar Donetsk           | 2 – 2     | Dínamo Zagreb              | Estádio Metalist, Carcóvia                       |
| 18:55                 | Konoplyanka 16' · Dodô 75' | Relatório | Olmo 25' · Oršić 60' (pen) | Público: 21 526 Árbitro: ESP Antonio Mateu Lahoz |

| 22 de outubro de 2019 | Manchester City                                | 5 – 1     | Atalanta              | City of Manchester Stadium, Manchester     |
| 21:00                 | Agüero 34', 38' (pen) · Sterling 58', 64', 69' | Relatório | Malinovskyi 28' (pen) | Público: 49 308 Árbitro: ISR Orel Grinfeld |

| 6 de novembro de 2019 | Atalanta    | 1 – 1     | Manchester City | Estádio San Siro, Milão                       |
| 21:00                 | Pašalić 49' | Relatório | Sterling 7'     | Público: 34 326 Árbitro: BLR Aleksei Kulbakov |

| 6 de novembro de 2019 | Dínamo Zagreb                           | 3 – 3     | Shakhtar Donetsk                                    | Estádio Maksimir, Zagreb                 |
| 21:00                 | Petković 25' · Ivanušec 83' · Ademi 89' | Relatório | Alan Patrick 13' · Júnior Moraes 90+3' · Tetê 90+8' | Público: 28 316 Árbitro: GER Felix Brych |

| 26 de novembro de 2019 | Manchester City | 1 – 1     | Shakhtar Donetsk | City of Manchester Stadium, Manchester     |
| 21:00                  | Gündoğan 56'    | Relatório | Solomon 69'      | Público: 52 020 Árbitro: SVN Slavko Vinčić |

| 26 de novembro de 2019 | Atalanta                     | 2 – 0     | Dínamo Zagreb | Estádio San Siro, Milão                     |
| 21:00                  | Muriel 27' (pen) · Gómez 47' | Relatório |               | Público: 28 365 Árbitro: RUS Sergei Karasev |

| 11 de dezembro de 2019 | Dínamo Zagreb | 1 – 4     | Manchester City                         | Estádio Maksimir, Zagreb                             |
| 18:55                  | Olmo 10'      | Relatório | Gabriel Jesus 34', 50', 54' · Foden 84' | Público: 29 385 Árbitro: ESP Carlos del Cerro Grande |

| 11 de dezembro de 2019 | Shakhtar Donetsk | 0 – 3     | Atalanta                                  | Estádio Metalist, Carcóvia                |
| 18:55                  |                  | Relatório | Castagne 66' · Pašalić 80' · Gosens 90+4' | Público: 26 536 Árbitro: GER Felix Zwayer |

### Grupo D
| Pos | Equipe             | Pts | J | V | E | D | GP | GC | SG |                                  |  | JUV | ATM | LEV | LOM |
| --- | ------------------ | --- | - | - | - | - | -- | -- | -- | -------------------------------- |  | --- | --- | --- | --- |
| 1   | Juventus           | 16  | 6 | 5 | 1 | 0 | 12 | 4  | +8 | Classificado às oitavas de final |  | —   | 1–0 | 3–0 | 2–1 |
| 2   | Atlético de Madrid | 10  | 6 | 3 | 1 | 2 | 8  | 5  | +3 | Classificado às oitavas de final |  | 2–2 | —   | 1–0 | 2–0 |
| 3   | Bayer Leverkusen   | 6   | 6 | 2 | 0 | 4 | 5  | 9  | −4 | Transferido para Liga Europa     |  | 0–2 | 2–1 | —   | 1–2 |
| 4   | Lokomotiv Moscou   | 3   | 6 | 1 | 0 | 5 | 4  | 11 | −7 | Eliminado                        |  | 1–2 | 0–2 | 0–2 | —   |

| 18 de setembro de 2019 | Atlético de Madrid      | 2 – 2     | Juventus                   | Estádio Mettopolitano, Madrid               |
| 21:00                  | Savić 70' · Herrera 90' | Relatório | Cuadrado 48' · Matuidi 65' | Público: 66 283 Árbitro: NED Danny Makkelie |

| 18 de setembro de 2019 | Bayer Leverkusen   | 1 – 2     | Lokomotiv Moscou             | BayArena, Leverkusen                          |
| 21:00                  | Höwedes 25' (g.c.) | Relatório | Krychowiak 16' · Barinov 37' | Público: 26 592 Árbitro: POL Paweł Raczkowski |

| 1 de outubro de 2019 | Lokomotiv Moscou | 0 – 2     | Atlético de Madrid          | Estádio Lokomotiv de Moscou, Moscou        |
| 21:00                |                  | Relatório | João Félix 48' · Thomas 58' | Público: 27 051 Árbitro: ISR Orel Grinfeld |

| 1 de outubro de 2019 | Juventus                                     | 3 – 0     | Bayer Leverkusen | Juventus Stadium, Turim                     |
| 21:00                | Higuaín 17' · Bernardeschi 62' · Ronaldo 89' | Relatório |                  | Público: 34 525 Árbitro: SCO William Collum |

| 22 de outubro de 2019 | Atlético de Madrid | 1 – 0     | Bayer Leverkusen | Estádio Mettopolitano, Madrid                  |
| 18:55                 | Morata 78'         | Relatório |                  | Público: 56 776 Árbitro: POR Artur Soares Dias |

| 22 de outubro de 2019 | Juventus        | 2 – 1     | Lokomotiv Moscou | Juventus Stadium, Turim                              |
| 21:00                 | Dybala 77', 79' | Relatório | Miranchuk 30'    | Público: 38 547 Árbitro: GRE Anastasios Sidiropoulos |

| 6 de novembro de 2019 | Lokomotiv Moscou | 1 – 2     | Juventus                        | Estádio Lokomotiv de Moscou, Moscou       |
| 18:55                 | Miranchuk 12'    | Relatório | Ramsey 4' · Douglas Costa 90+3' | Público: 26 862 Árbitro: FRA Ruddy Buquet |

| 6 de novembro de 2019 | Bayer Leverkusen                | 2 – 1     | Atlético de Madrid | BayArena, Leverkusen                       |
| 21:00                 | Thomas 41' (g.c.) · Volland 55' | Relatório | Morata 90+4'       | Público: 28 160 Árbitro: SVN Damir Skomina |

| 26 de novembro de 2019 | Lokomotiv Moscou | 0 – 2     | Bayer Leverkusen                         | Estádio Lokomotiv de Moscou, Moscou         |
| 18:55                  |                  | Relatório | Zhemaletdinov 11' (g.c.) · S. Bender 54' | Público: 25 757 Árbitro: ENG Michael Oliver |

| 26 de novembro de 2019 | Juventus     | 1 – 0     | Atlético de Madrid | Juventus Stadium, Turim                     |
| 21:00                  | Dybala 45+2' | Relatório |                    | Público: 40 486 Árbitro: ENG Anthony Taylor |

| 11 de dezembro de 2019 | Atlético de Madrid                | 2 – 0     | Lokomotiv Moscou | Estádio Mettopolitano, Madrid              |
| 21:00                  | João Félix 17' (pen) · Felipe 54' | Relatório |                  | Público: 58 426 Árbitro: HUN Viktor Kassai |

| 11 de dezembro de 2019 | Bayer Leverkusen | 0 – 2     | Juventus                    | BayArena, Leverkusen                        |
| 21:00                  |                  | Relatório | Ronaldo 75' · Higuaín 90+2' | Público: 29 542 Árbitro: FRA Benoît Bastien |

### Grupo E
| Pos | Equipe            | Pts | J | V | E | D | GP | GC | SG  |                                  |  | LIV | NAP | SAL | GNK |
| --- | ----------------- | --- | - | - | - | - | -- | -- | --- | -------------------------------- |  | --- | --- | --- | --- |
| 1   | Liverpool         | 13  | 6 | 4 | 1 | 1 | 13 | 8  | +5  | Classificado às oitavas de final |  | —   | 1–1 | 4–3 | 2–1 |
| 2   | Napoli            | 12  | 6 | 3 | 3 | 0 | 11 | 4  | +7  | Classificado às oitavas de final |  | 2–0 | —   | 1–1 | 4–0 |
| 3   | Red Bull Salzburg | 7   | 6 | 2 | 1 | 3 | 16 | 13 | +3  | Transferido para Liga Europa     |  | 0–2 | 2–3 | —   | 6–2 |
| 4   | Genk              | 1   | 6 | 0 | 1 | 5 | 5  | 20 | −15 | Eliminado                        |  | 1–4 | 0–0 | 1–4 | —   |

| 17 de setembro de 2019 | Red Bull Salzburg                                                       | 6 – 2     | Genk                     | Red Bull Arena, Salzburgo                 |
| 21:00                  | Håland 2', 34', 45' · Hwang Hee-chan 36' · Szoboszlai 45+2' · Ulmer 66' | Relatório | Lucumí 40' · Samatta 52' | Público: 29 520 Árbitro: GER Felix Zwayer |

| 17 de setembro de 2019 | Napoli                             | 2 – 0     | Liverpool | Estádio San Paolo, Nápoles               |
| 21:00                  | Mertens 82' (pen) · Llorente 90+2' | Relatório |           | Público: 38 878 Árbitro: GER Felix Brych |

| 2 de outubro de 2019 | Genk | 0 – 0     | Napoli | Luminus Arena, Genk                        |
| 18:55                |      | Relatório |        | Público: 19 962 Árbitro: ROU István Kovács |

| 2 de outubro de 2019 | Liverpool                                | 4 – 3     | Red Bull Salzburg                              | Anfield, Liverpool                          |
| 21:00                | Mané 9' · Robertson 25' · Salah 36', 69' | Relatório | Hwang Hee-chan 39' · Minamino 56' · Håland 60' | Público: 52 243 Árbitro: SWE Andreas Ekberg |

| 23 de outubro de 2019 | Genk     | 1 – 4     | Liverpool                                         | Luminus Arena, Genk                        |
| 21:00                 | Odey 88' | Relatório | Oxlade-Chamberlain 2', 57' · Mané 77' · Salah 87' | Público: 19 626 Árbitro: SVN Slavko Vinčić |

| 23 de outubro de 2019 | Red Bull Salzburg     | 2 – 3     | Napoli                         | Red Bull Arena, Salzburgo                   |
| 21:00                 | Håland 40' (pen), 72' | Relatório | Mertens 17', 64' · Insigne 73' | Público: 29 520 Árbitro: FRA Clément Turpin |

| 5 de novembro de 2019 | Liverpool                              | 2 – 1     | Genk        | Anfield, Liverpool                         |
| 21:00                 | Wijnaldum 14' · Oxlade-Chamberlain 53' | Relatório | Samatta 41' | Público: 52 611 Árbitro: SVK Ivan Kružliak |

| 5 de novembro de 2019 | Napoli     | 1 – 1     | Red Bull Salzburg | Estádio San Paolo, Nápoles                    |
| 21:00                 | Lozano 44' | Relatório | Håland 11' (pen)  | Público: 32 862 Árbitro: POL Szymon Marciniak |

| 27 de novembro de 2019 | Genk        | 1 – 4     | Red Bull Salzburg                                         | Luminus Arena, Genk                             |
| 21:00                  | Samatta 85' | Relatório | Daka 43' · Minamino 45' · Hwang Hee-chan 69' · Håland 87' | Público: 17 284 Árbitro: FIN Mattias Gestranius |

| 27 de novembro de 2019 | Liverpool  | 1 – 1     | Napoli      | Anfield, Liverpool                                   |
| 21:00                  | Lovren 65' | Relatório | Mertens 21' | Público: 52 128 Árbitro: ESP Carlos del Cerro Grande |

| 10 de dezembro de 2019 | Red Bull Salzburg | 0 – 2     | Liverpool             | Red Bull Arena, Salzburgo                   |
| 18:55                  |                   | Relatório | Keïta 57' · Salah 58' | Público: 29 520 Árbitro: NED Danny Makkelie |

| 10 de dezembro de 2019 | Napoli                                       | 4 – 0     | Genk | Estádio San Paolo, Nápoles                |
| 18:55                  | Milik 3', 26', 38' (pen) · Mertens 75' (pen) | Relatório |      | Público: 22 265 Árbitro: TUR Cüneyt Çakır |

### Grupo F
| Pos | Equipe            | Pts | J | V | E | D | GP | GC | SG |                                  |  | BAR | DOR | INT | SLP |
| --- | ----------------- | --- | - | - | - | - | -- | -- | -- | -------------------------------- |  | --- | --- | --- | --- |
| 1   | Barcelona         | 14  | 6 | 4 | 2 | 0 | 9  | 4  | +5 | Classificado às oitavas de final |  | —   | 3–1 | 2–1 | 0–0 |
| 2   | Borussia Dortmund | 10  | 6 | 3 | 1 | 2 | 8  | 8  | 0  | Classificado às oitavas de final |  | 0–0 | —   | 3–2 | 2–1 |
| 3   | Internazionale    | 7   | 6 | 2 | 1 | 3 | 10 | 9  | +1 | Transferido para Liga Europa     |  | 1–2 | 2–0 | —   | 1–1 |
| 4   | Slavia Praha      | 2   | 6 | 0 | 2 | 4 | 4  | 10 | −6 | Eliminado                        |  | 1–2 | 0–2 | 1–3 | —   |

| 17 de setembro de 2019 | Internazionale | 1 – 1     | Slavia Praha | Estádio San Siro, Milão                   |
| 18:55                  | Barella 90+2'  | Relatório | Olayinka 63' | Público: 50 128 Árbitro: FRA Ruddy Buquet |

| 17 de setembro de 2019 | Borussia Dortmund | 0 – 0     | Barcelona | Signal Iduna Park, Dortmund                 |
| 21:00                  |                   | Relatório |           | Público: 66 099 Árbitro: ROU Ovidiu Hațegan |

| 2 de outubro de 2019 | Slavia Praha | 0 – 2     | Borussia Dortmund | Estádio Sinobo, Praga                      |
| 18:55                |              | Relatório | Hakimi 35', 89'   | Público: 19 370 Árbitro: NED Björn Kuipers |

| 2 de outubro de 2019 | Barcelona       | 2 – 1     | Internazionale | Camp Nou, Barcelona                        |
| 21:00                | Suárez 58', 84' | Relatório | Martínez 3'    | Público: 86 141 Árbitro: SVN Damir Skomina |

| 23 de outubro de 2019 | Slavia Praha | 1 – 2     | Barcelona                      | Estádio Sinobo, Praga                     |
| 21:00                 | Bořil 50'    | Relatório | Messi 3' · Olayinka 57' (g.c.) | Público: 19 170 Árbitro: SCO Bobby Madden |

| 23 de outubro de 2019 | Internazionale              | 2 – 0     | Borussia Dortmund | Estádio San Siro, Milão                     |
| 21:00                 | Martínez 22' · Candreva 89' | Relatório |                   | Público: 65 673 Árbitro: ENG Anthony Taylor |

| 5 de novembro de 2019 | Barcelona | 0 – 0     | Slavia Praha | Camp Nou, Barcelona                         |
| 18:55                 |           | Relatório |              | Público: 67 023 Árbitro: ENG Michael Oliver |

| 5 de novembro de 2019 | Borussia Dortmund            | 3 – 2     | Internazionale           | Signal Iduna Park, Dortmund                 |
| 21:00                 | Hakimi 51', 77' · Brandt 64' | Relatório | Martínez 5' · Vecino 40' | Público: 66 099 Árbitro: NED Danny Makkelie |

| 27 de novembro de 2019 | Slavia Praha     | 1 – 3     | Internazionale                 | Estádio Sinobo, Praga                         |
| 21:00                  | Souček 37' (pen) | Relatório | Martínez 19', 88' · Lukaku 81' | Público: 19 370 Árbitro: POL Szymon Marciniak |

| 27 de novembro de 2019 | Barcelona                              | 3 – 1     | Borussia Dortmund | Camp Nou, Barcelona                         |
| 21:00                  | Suárez 29' · Messi 33' · Griezmann 67' | Relatório | Sancho 77'        | Público: 90 071 Árbitro: FRA Clément Turpin |

| 10 de dezembro de 2019 | Internazionale | 1 – 2     | Barcelona            | Estádio San Siro, Milão                    |
| 21:00                  | Lukaku 44'     | Relatório | Pérez 23' · Fati 86' | Público: 71 818 Árbitro: NED Björn Kuipers |

| 10 de dezembro de 2019 | Borussia Dortmund       | 2 – 1     | Slavia Praha | Signal Iduna Park, Dortmund                 |
| 21:00                  | Sancho 10' · Brandt 61' | Relatório | Souček 43'   | Público: 65 079 Árbitro: RUS Sergei Karasev |

### Grupo G
| Pos | Equipe     | Pts | J | V | E | D | GP | GC | SG |                                  |  | RBL | LYO | BEN | ZEN |
| --- | ---------- | --- | - | - | - | - | -- | -- | -- | -------------------------------- |  | --- | --- | --- | --- |
| 1   | RB Leipzig | 11  | 6 | 3 | 2 | 1 | 10 | 8  | +2 | Classificado às oitavas de final |  | —   | 0–2 | 2–2 | 2–1 |
| 2   | Lyon       | 8   | 6 | 2 | 2 | 2 | 9  | 8  | +1 | Classificado às oitavas de final |  | 2–2 | —   | 3–1 | 1–1 |
| 3   | Benfica    | 7   | 6 | 2 | 1 | 3 | 10 | 11 | −1 | Transferido para Liga Europa     |  | 1–2 | 2–1 | —   | 3–0 |
| 4   | Zenit      | 7   | 6 | 2 | 1 | 3 | 7  | 9  | −2 | Eliminado                        |  | 0–2 | 2–0 | 3–1 | —   |

1. 1 2  Empatado em pontos de confronto direto (3). Saldo de gols no confronto direto: Benfica +1, Zenit São Petersburgo −1.

| 17 de setembro de 2019 | Lyon            | 1 – 1     | Zenit      | Parc Olympique Lyonnais, Décines-Charpieu   |
| 18:55                  | Depay 51' (pen) | Relatório | Azmoun 41' | Público: 47 201 Árbitro: ENG Michael Oliver |

| 17 de setembro de 2019 | Benfica       | 1 – 2     | RB Leipzig      | Estádio da Luz, Lisboa                               |
| 21:00                  | Seferović 84' | Relatório | Werner 69', 78' | Público: 46 460 Árbitro: GRE Anastasios Sidiropoulos |

| 2 de outubro de 2019 | Zenit                                           | 3 – 1     | Benfica      | Estádio Krestovsky, São Petersburgo                  |
| 21:00                | Dzyuba 22' · Rúben Dias 70' (g.c.) · Azmoun 78' | Relatório | De Tomás 85' | Público: 51 683 Árbitro: ESP Carlos del Cerro Grande |

| 2 de outubro de 2019 | RB Leipzig | 0 – 2     | Lyon                    | Red Bull Arena, Leipzig                          |
| 21:00                |            | Relatório | Depay 11' · Terrier 65' | Público: 40 194 Árbitro: ESP Antonio Mateu Lahoz |

| 23 de outubro de 2019 | RB Leipzig                | 2 – 1     | Zenit         | Red Bull Arena, Leipzig                    |
| 18:55                 | Laimer 49' · Sabitzer 59' | Relatório | Rakitskiy 25' | Público: 41 058 Árbitro: TUR Ali Palabıyık |

| 23 de outubro de 2019 | Benfica                   | 2 – 1     | Lyon      | Estádio da Luz, Lisboa                     |
| 21:00                 | Rafa Silva 4' · Pizzi 86' | Relatório | Depay 70' | Público: 53 035 Árbitro: SVK Ivan Kružliak |

| 5 de novembro de 2019 | Zenit | 0 – 2     | RB Leipzig                 | Estádio Krestovsky, São Petersburgo        |
| 18:55                 |       | Relatório | Demme 45+5' · Sabitzer 63' | Público: 50 452 Árbitro: ISR Orel Grinfeld |

| 5 de novembro de 2019 | Lyon                                 | 3 – 1     | Benfica       | Parc Olympique Lyonnais, Décines-Charpieu  |
| 21:00                 | Andersen 4' · Depay 33' · Traoré 89' | Relatório | Seferović 76' | Público: 51 077 Árbitro: NED Björn Kuipers |

| 27 de novembro de 2019 | Zenit                    | 2 – 0     | Lyon | Estádio Krestovsky, São Petersburgo         |
| 18:55                  | Dzyuba 42' · Ozdoyev 84' | Relatório |      | Público: 51 183 Árbitro: ITA Daniele Orsato |

| 27 de novembro de 2019 | RB Leipzig                | 2 – 2     | Benfica                         | Red Bull Arena, Leipzig                        |
| 21:00                  | Forsberg 90' (pen), 90+6' | Relatório | Pizzi 20' · Carlos Vinícius 59' | Público: 38 339 Árbitro: ESP Jesús Gil Manzano |

| 10 de dezembro de 2019 | Benfica                                         | 3 – 0     | Zenit | Estádio da Luz, Lisboa                           |
| 21:00                  | Cervi 47' · Pizzi 58' (pen) · Azmoun 79' (g.c.) | Relatório |       | Público: 40 232 Árbitro: ESP Antonio Mateu Lahoz |

| 10 de dezembro de 2019 | Lyon                  | 2 – 2     | RB Leipzig                           | Parc Olympique Lyonnais, Décines-Charpieu   |
| 21:00                  | Aouar 50' · Depay 82' | Relatório | Forsberg 9' (pen) · Werner 33' (pen) | Público: 53 288 Árbitro: ENG Anthony Taylor |

### Grupo H
| Pos | Equipe   | Pts | J | V | E | D | GP | GC | SG  |                                  |  | VAL | CHL | AJX | LIL |
| --- | -------- | --- | - | - | - | - | -- | -- | --- | -------------------------------- |  | --- | --- | --- | --- |
| 1   | Valencia | 11  | 6 | 3 | 2 | 1 | 9  | 7  | +2  | Classificado às oitavas de final |  | —   | 2–2 | 0–3 | 4–1 |
| 2   | Chelsea  | 11  | 6 | 3 | 2 | 1 | 11 | 9  | +2  | Classificado às oitavas de final |  | 0–1 | —   | 4–4 | 2–1 |
| 3   | Ajax     | 10  | 6 | 3 | 1 | 2 | 12 | 6  | +6  | Transferido para Liga Europa     |  | 0–1 | 0–1 | —   | 3–0 |
| 4   | Lille    | 1   | 6 | 0 | 1 | 5 | 4  | 14 | −10 | Eliminado                        |  | 1–1 | 1–2 | 0–2 | —   |

1. 1 2  Pontos de confronto direto: Valência 4, Chelsea 1.

| 17 de setembro de 2019 | Ajax                                      | 3 – 0     | Lille | Johan Cruijff Arena, Amsterdã                |
| 21:00                  | Promes 18' · Álvarez 50' · Tagliafico 62' | Relatório |       | Público: 51 441 Árbitro: SRB Srđan Jovanović |

| 17 de setembro de 2019 | Chelsea | 0 – 1     | Valencia    | Stamford Bridge, Londres                  |
| 21:00                  |         | Relatório | Rodrigo 74' | Público: 39 469 Árbitro: TUR Cüneyt Çakır |

| 2 de outubro de 2019 | Valencia | 0 – 3     | Ajax                                     | Estádio de Mestalla, Valência               |
| 21:00                |          | Relatório | Ziyech 8' · Promes 34' · Van de Beek 67' | Público: 44 659 Árbitro: ITA Daniele Orsato |

| 2 de outubro de 2019 | Lille       | 1 – 2     | Chelsea                   | Stade Pierre-Mauroy, Lille                    |
| 21:00                | Osimhen 33' | Relatório | Abraham 22' · Willian 78' | Público: 48 523 Árbitro: BLR Aleksei Kulbakov |

| 23 de outubro de 2019 | Ajax | 0 – 1     | Chelsea       | Johan Cruijff Arena, Amsterdã               |
| 18:55                 |      | Relatório | Batshuayi 86' | Público: 52 482 Árbitro: ROU Ovidiu Hațegan |

| 23 de outubro de 2019 | Lille       | 1 – 1     | Valencia      | Stade Pierre-Mauroy, Lille                 |
| 21:00                 | Ikoné 90+5' | Relatório | Cheryshev 63' | Público: 47 488 Árbitro: GER Deniz Aytekin |

| 5 de novembro de 2019 | Valencia                                                            | 4 – 1     | Lille       | Estádio de Mestalla, Valência               |
| 21:00                 | Parejo 66' (pen) · Soumaoro 82' (g.c.) · Kondogbia 84' · Torres 90' | Relatório | Osimhen 25' | Público: 38 252 Árbitro: RUS Sergei Karasev |

| 5 de novembro de 2019 | Chelsea                                                    | 4 – 4     | Ajax                                                               | Stamford Bridge, Londres                     |
| 21:00                 | Jorginho 5' (pen), 71' (pen) · Azpilicueta 63' · James 74' | Relatório | Abraham 2' (g.c.) · Promes 20' · Kepa 35' (g.c.) · van de Beek 55' | Público: 39 132 Árbitro: ITA Gianluca Rocchi |

| 27 de novembro de 2019 | Valencia             | 2 – 2     | Chelsea                   | Estádio de Mestalla, Valência             |
| 18:55                  | Soler 40' · Wass 82' | Relatório | Kovačić 41' · Pulisic 50' | Público: 43 486 Árbitro: GER Felix Zwayer |

| 27 de novembro de 2019 | Lille | 0 – 2     | Ajax                   | Stade Pierre-Mauroy, Lille               |
| 21:00                  |       | Relatório | Ziyech 2' · Promes 59' | Público: 48 612 Árbitro: GER Felix Brych |

| 10 de dezembro de 2019 | Ajax | 0 – 1     | Valencia    | Johan Cruijff Arena, Amsterdã               |
| 21:00                  |      | Relatório | Rodrigo 24' | Público: 51 931 Árbitro: FRA Clément Turpin |

| 10 de dezembro de 2019 | Chelsea                       | 2 – 1     | Lille    | Stamford Bridge, Londres                             |
| 21:00                  | Abraham 19' · Azpilicueta 35' | Relatório | Rémy 78' | Público: 40 016 Árbitro: GRE Anastasios Sidiropoulos |